# Михайло Берестовський (1782–1852)
Михайло Берестовський[джерело?] (пол. Michał Brzostowski; 1782 — 4 або 11 серпня 1852, Білозірка, Україна) — шляхтич герба Стремено, граф, підполковник війська Речі Посполитої, землевласник (на теренах сучасної України). 

## Життєпис
Походив зі шляхетського роду Берестовських (у литовській транскрипції Bžostovkis), герба Стремено. Граф.
Походив із другої гілки роду (з Молодківа). Народився 1782 року у родині Олександра Адамовича Берестовського (1740-1820) та Ганни (Водзинської), гербу Ястшембець.
1808 року одружився з графинею Констанцією Красицькою гербу Рогала з Ліська, донькою підкоморія великої Галицької корони Ігнатія Красицького і Магдалена з Бельських гербу Єліта (донька кашталяна Галицького). У шлюбі народились: Маріана Магдалена Мальвіна (дружина князя Мартина Сапіги) та Марія Аніела (дружина графа Едмунда Красицького).
Був кавалером Золотого хреста ордена Virtuti Militari, Орден Святого Володимира (Російська імперія, 1807), Орден Святого Георгія (Російська імперія), Ордену Почесного легіону (Перша Французька імперія, 1812).
Був офіцером французької армії та офіцером Армії Герцогства Варшавського. Брав участь у польсько-австрійській війні 1809 р. Підполковник польської армії 1812 року під час наполеонівської кампанії. Служив ад'ютантом князя Юзефа Понятовського.
Був спадкоємцем і власником маєтків родини Берестовських у Молодків, Стратині (включно з місцевим замком), Медведівці, Білозірці (включно з місцевим палацом) і Бобулинці. Був легітимований як шляхта Королівства Польського у 1844 році.
Помер 4 або 11 серпня 1852 року в Білозірці. З ним вигасла друга гілка Берестовських по чоловічій лінії.